# Драговце
Драговце (словац. Drahovce) — село, громада округу П'єштяни, Трнавський край. Кадастрова площа громади — 24.04 км².
Населення 2587 осіб (станом на 31 грудня 2020 року).

## Історія
Драговце згадується 1309 року.

## Географія
Протікає водотік Стара Голешка. Неподалік розташоване водосховище Слнява.

## Населення
| Рік:            | 1994. | 2004.   | 2014.   | 2024.   |
| --------------- | ----- | ------- | ------- | ------- |
| Кількість осіб: | 2478  | 2564    | 2561    | 2592    |
| Різниця:        |       | +3,47 % | -0,11 % | +1,21 % |

| Рік:            | 2023. | 2024.   |
| --------------- | ----- | ------- |
| Кількість осіб: | 2610  | 2592    |
| Різниця:        |       | -0,68 % |